# Wiera Bielik
Wiera Łukjanowna Bielik (ros. Вера Лукьяновна Белик, ukr. Віра Лук'янівна Білик, Wira Łukjaniwna Biłyk; ur. 12 czerwca 1921 w Ochrimiwce, zm. 25 sierpnia 1944 koło Zambrowa) – radziecka żołnierka, Bohater Związku Radzieckiego.

## Życiorys
Była narodowości ukraińskiej. Studiowała w Moskiewskim Państwowym Instytucie Pedagogicznym, od 1941 służyła w Armii Czerwonej, została szturmanem (nawigatorem), od 1942 należała do WKP(b). Od maja 1942 walczyła na froncie wojny z Niemcami, jako szturman klucza 46 Gwardyjskiego Pułku Bombowców Nocnych 4 Armii Powietrznej 2 Frontu Białoruskiego. Brała udział w walkach o Kaukaz, wyzwoleniu: Kubania, Krymu i Białorusi. Naprowadzała ataki bombowców ZSRR na obiekty wroga w Prusach Wschodnich. Do sierpnia 1944 wykonała 813 nocnych lotów. Zginęła w rejonie Kurowa koło Zambrowa podczas wykonywania zadania bojowego wraz z dowódcą załogi bombowca. Została pochowana w Ostrołęce. 

## Ordery i odznaczenia
- Złota Gwiazda Bohatera Związku Radzieckiego (pośmiertnie, 23 lutego 1945)
- Order Lenina (pośmiertnie, 23 lutego 1945)
- Order Czerwonego Sztandaru
- Order Wojny Ojczyźnianej I klasy
- Order Czerwonej Gwiazdy

## Upamiętnienie
W okresie Polski Ludowej jej imię nadano zespołowi szkół zawodowych W Ostrołęce oraz ulicy. W Kerczu zbudowano jej pomnik.